# William Pailes
William Arthur Pailes (Hackensack, 26 juni 1952) is een Amerikaans voormalig ruimtevaarder. Pailes zijn eerste en enige ruimtevlucht was STS-51-J met de spaceshuttle Atlantis en begon op 3 oktober 1985. De missie werd uitgevoerd voor het Amerikaanse ministerie van Defensie.
Pailes werd in 1982 geselecteerd als astronaut door de ruimtevaartorganisatie NASA. In 1987 ging hij als astronaut met pensioen.